# Arjunski asteroidi
Arjunski asteroidi, Arjuni (eng. Arjuna asteroids, Arjunas) su dinamična skupina asteroida u Sunčevom sustavu. Arjuni su objekti blizu Zemlje (eng. Near-Earth object, NEO) čija orbita je vrlo slična Zemljinoj u naravi, niska nagiba, ophodnog vremena blizu jedne godine i niske ekscentričnosti. Skupina je nazvana prema Arjuni, središnjem junaku indijske mitologije. Definicija je ponešto nejasna i preklapa se s definicijom triju dobro uspostavljene apolonske, amorske i atonske skupine. Tvore dinamičnu hladnu skupinu malih objekata blizu Zemlje koji imaju ponavljana zarobljavanja u orbitalnoj rezonanciji sa Zemljom od 1:1.

## Pripadnici
Mogući članovi arjunske skupine, uz već postojeću razredbu u skupinu Apolona (APO) ili Atona (ATE), su:
- 1991 VG (APO)
- 2003 YN107 (ATE)
- 2006 JY26 (APO)
- 2009 SH2 (ATE)
- 2013 BS45 (ATE)

## Daljnja literatura
- Evidence for a near-Earth asteroid belt Rabinowitz, David L.; Gehrels, Tom; Scotti, James V.; McMillan, Robert S.; Perry, Marcus L.; Wiśniewski, Wiesław Z.; Larson, Stephen M.; Howell, Ellen S.; & Mueller, Beatrice E. A. (1993), Nature, Volume 363, no. 6431, pp. 704-706.
- The Near-Earth Object Population Gladman, Brett J.; Michel, Patrick; & Froeschlé, Claude (2000), Icarus, Volume 146, Issue 1, pp. 176-189.
- A resonant family of dynamically cold small bodies in the near-Earth asteroid belt de la Fuente Marcos, Carlos; de la Fuente Marcos, Raúl (2013), Monthly Notices of the Royal Astronomical Society: Letters, Volume 434, Issue 1, pp. L1-L5.
- Geometric characterization of the Arjuna orbital domain de la Fuente Marcos, Carlos; de la Fuente Marcos, Raúl (2015), Astronomische Nachrichten, Volume 336, Issue 1, pp. 5–22.